# Ізер (річка)
Ізе́р (фр. Yser, нід. IJzer) — річка у Західній Європі.
Витік знаходиться на півночі Франції. Протікає територією Франції та Бельгії. Впадає до Північного моря в місті Ніувпорт.
Найнижчий рівень води в річці влітку, в період з липня до вересня включно.
Довжина 78 км. Площа басейну 1101 км².